# اسلحه تک تیرانداز ام۲۴
اسلحه تک تیرانداز ام۲۴ M24 (SWS) یا M24 نسخه نظامی و پلیسی تفنگ رمینگتون مدل ۷۰۰ می‌باشد، ام۲۴ نام مدلی است که ارتش ایالات متحده پس از پذیرش آن به عنوان تفنگ تک تیرانداز استاندارد خود در سال ۱۹۸۸ به آن داد. سیستم سلاح M24 متشکل یک تفنگ، دوربین تلسکوپی قابل جدا شدن و سایر لوازم جانبی تشکیل شده‌است.

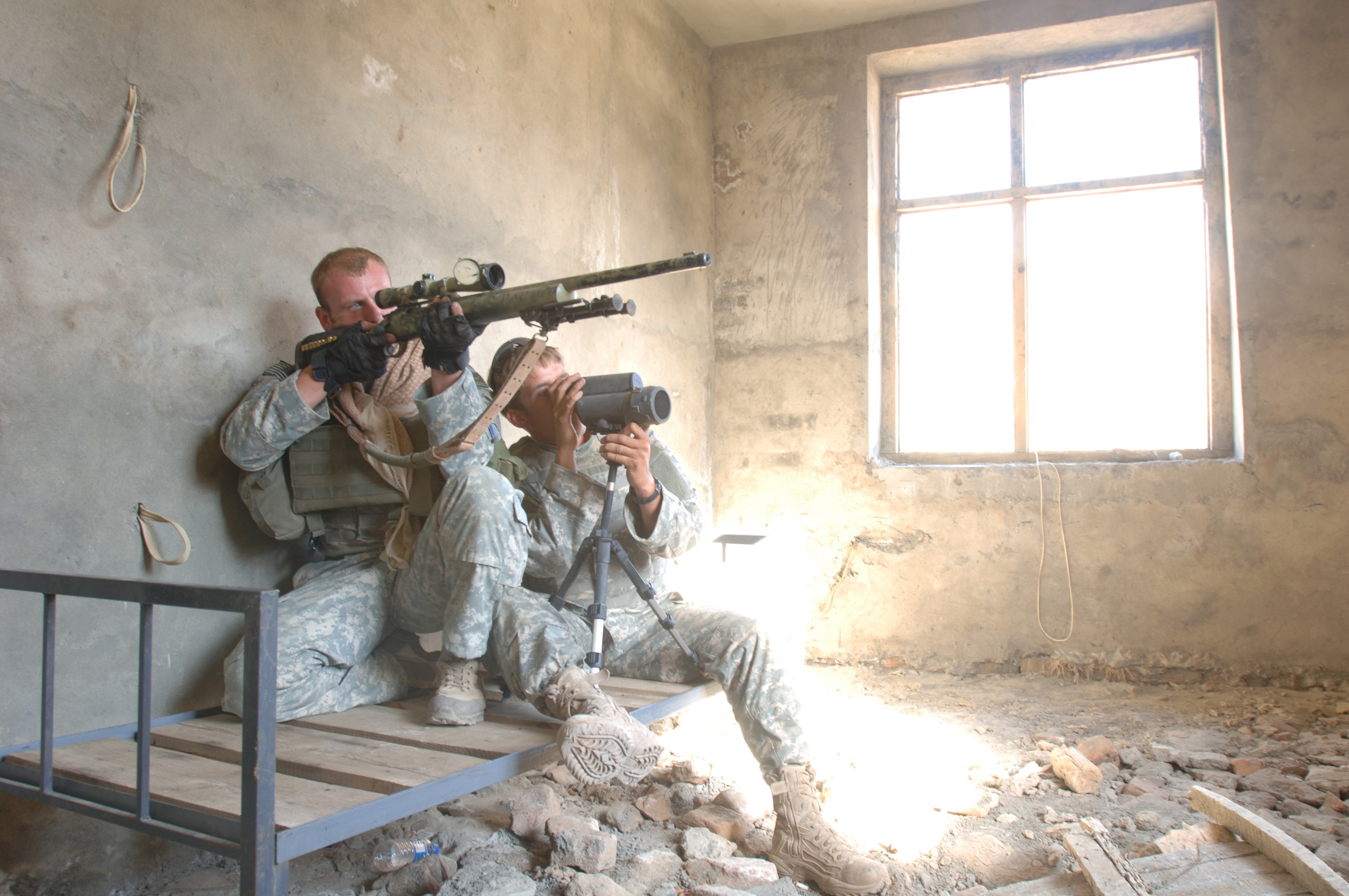
تیم تک تیرانداز ارتش ایالات متحده با ام24 SWS.

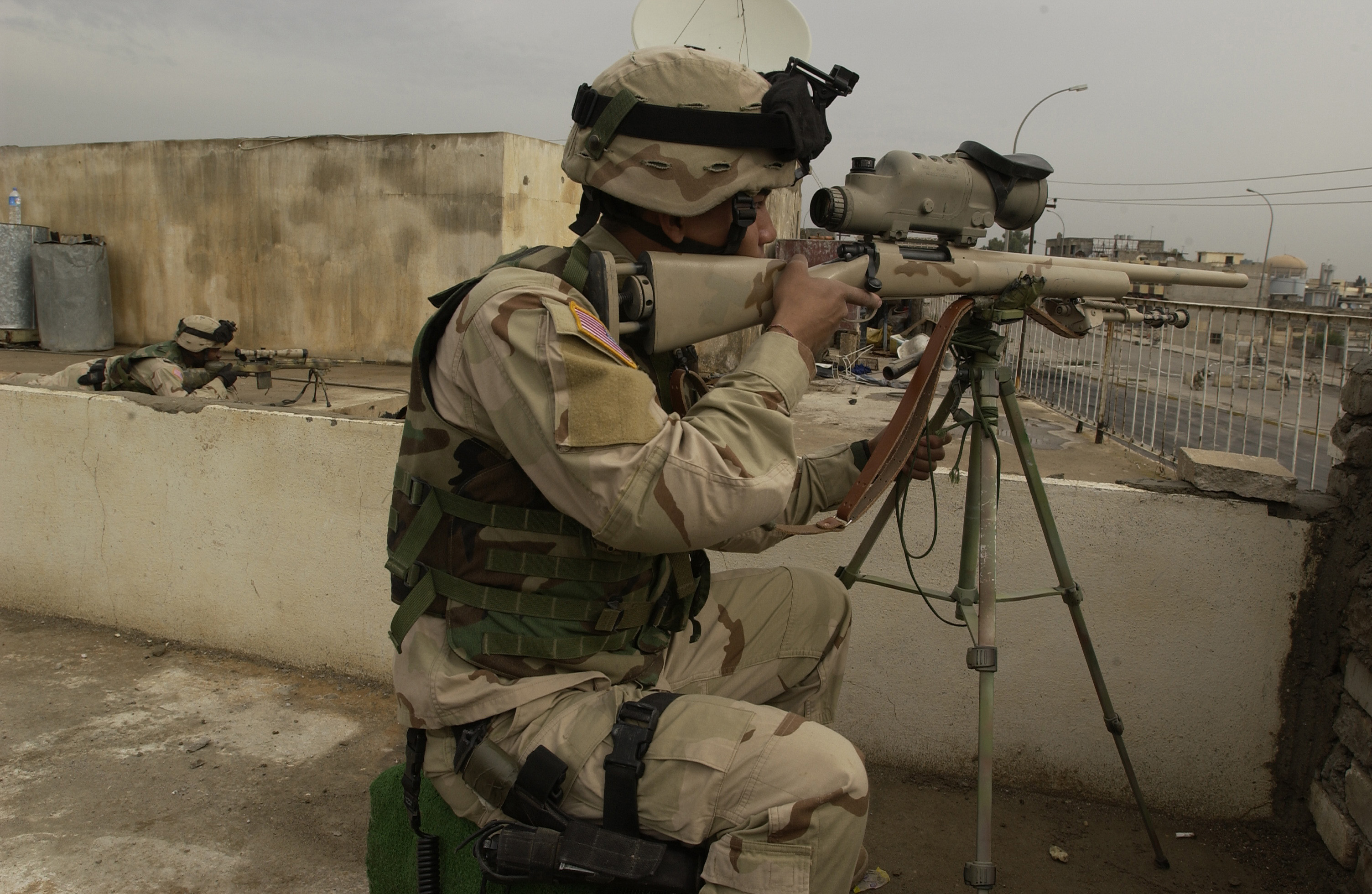
تفنگ تک تیرانداز M24، مجهز به دوربین دید در شب.

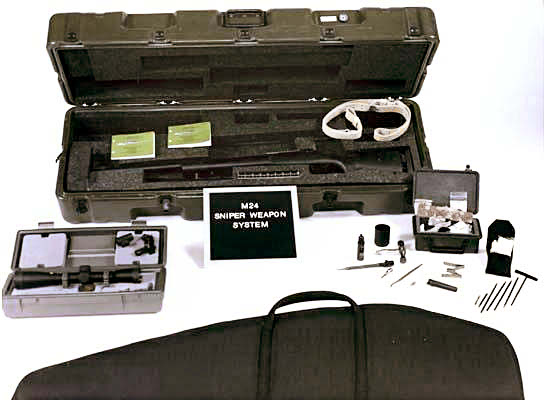
اجزای تفنگ ام24 SWS (عکس ارتش ایالات متحده).

## کاربران
- امارت اسلامی افغانستان: Afghan National Army[۲]
- الجزایر: Used by the People's National Army[۳]
- بنگلادش[۴]
- برزیل: Used by Brazilian Special Operations Brigade[۵]
- السالوادور
- مجارستان: Bercsény László Különleges Műveleti Zászlóalj.[۶]
- عراق: Iraqi Army,[۷] Iraqi special forces[۸] and Popular Mobilisation Units
- اسرائیل: Israel Defense Forces.[۹]
- گرجستان[۱۰]
- ژاپن:[۱۱] Used by the JGSDF snipers,[۱۲] the paratroopers of the 1st Airborne Brigade,[۱۳] and the Special Forces Group as its main sniper rifle.[۱۴]
- کوزوو[۱۵]
- لبنان[۱۶]
- فیلیپین: Philippine Army and Philippine Marine Corps.[۱۷]
- ایالات متحده آمریکا: Used by the United States Army and United States Air Force.[۱۸] Also used by various police SWAT teams.